# Aequidens viridis
Aequidens viridis ist ein Buntbarsch aus dem Biosphärenreservat Pantanal in Zentralbrasilien.

## Merkmale
Aequidens viridis ist ein hochrückiger, gedrungener Fisch mit auffällig gerundetem Kopfprofil. Seine namensgebende Grundfärbung im Kopf- und Rückenbereich ist grün (=viridis). Die Augen sind rot. Auf den wenigen Fotos, die von dieser Art existieren, ist die Grundfärbung eher gelblich mit grüngold glänzender Beschuppung. Ein dunkler Fleck liegt auf der Flanke, ein kleinerer an der Schwanzwurzel. Auf der Grundfärbung sind je nach Stimmung ein Längs- und bis zu acht graue Querbänder ausgeprägt. Die Brust- und Bauchregion ist, besonders in der Fortpflanzungszeit, rosa gefärbt. Geschlechtsunterschiede sind wenig ausgeprägt. In der Literatur wird eine maximale Standardlänge von 16,5 Zentimetern genannt.

## Vorkommen
Aequidens viridis ist ein in der Ichthyologie weitestgehend unerforschter Cichlidae, von dem nur das Typusmaterial und wenige weitere Nachweise bekannt sind. Die Typuslokalität des von Johann Natterer 1829 für die Wissenschaft entdeckten und von Heckel 1840 als Acara viridis erstbeschriebenen Buntbarschs liegt im Einzug des  Rio Guaporé, nahe der Ruinenstadt Vila Bela da Santissima Trinidade im brasilianischen Bundesstaat Mato Grosso. Dort befinden sich auch die Fundorte der 1911 von Hasemann beschriebenen Arten Aequidens awani und Aequidens guaporensis, bei denen es sich um Synonymbeschreibungen von Aequidens viridis handelt.
2006 wurde Aequidens viridis von Aquarienfreunden aus der Schweiz und Deutschland im Einzug des Rio Guaporé gefangen und lebend nach Europa eingeführt. Wolfgang Staeck, ein auf Cichliden spezialisierter Lehrer aus Berlin, nennt von ihm ermittelte ökologische Daten: Lufttemperatur zwischen 20 und 30 °C, Wassertemperatur 24,3 bis 26,4 °C, pH-Wert 6,5 bis 6,6, Gesamt- und Karbonathärte unter 1 °dH, elektrische Leitfähigkeit 20 µS/cm.